# Koltaixi
Koltaixi (en rus: Колташи) és un poble de l'óblast de Sverdlovsk, a Rússia, segons el cens del 2010 tenia 135 habitants.